# Шліхтер Євгенія Самійлівна
Євге́нія Самі́йлівна Шлі́хтер (7 (19) січня 1869, Кам'янець-Подільський — 5 грудня 1943) — професійна революціонерка, українська культурно-освітня діячка. До шлюбу — Лувіщу́к. Дружина Олександра Григоровича Шліхтера. Старша сестра Ганни Самійлівни Карпової.

## Біографія
Євгенія Самійлівна (Шейна Шмулівна) Лувіщук народилася 7 січня (19 січня за новим стилем) 1869 року в Кам'янці-Подільському. У цьому губернському місті навчалася в Маріїнській жіночій гімназії .
У 1889—1891 роках навчалася в Швейцарії на медичному факультеті Бернського університету. Там разом із Олександром Шліхтером, який теж навчався в цьому університеті, була однією з організаторів соціал-демократичного гуртка.
На початку 1890-х проводила соціал-демократичну пропаганду в Україні. 1893 року Євгенію Шліхтер заарештували та після ув'язнення в Києві вислали в Полтаву, а звідти 1895 року заслали на 5 років до Сольвичегодська. Там вона разом із Миколою Федосєєвим, Олександром Шліхтером та іншими організувала соціал-демократичний гурток.
Від 1896 року відбувала заслання в Самарі. Там проводила нелегальну роботу. 1900 року брала участь у створенні в Самарі групи «іскрівців». 1902 року знову була заарештована.
Після ІІ з'їзду РСДРП (1903) — більшовичка.
У 1902—1905 роках — член Київського комітету РСДРП, один з організаторів київської більшовицької групи «Вперед».
У лютому 1905 року — член страйкового комітету Південно-Західної та Київсько-Полтавської залізниць (керував страйком Олександр Шліхтер).
У 1906—1908 роках працювала в редакціях більшовицьких газет «Пролетарій» і «Вперед». За дорученням Володимира Ілліча Леніна зберігала спеціальні засоби партії, здійснювала зв'язок із фінськими соціал-демократами.
1909 року переїхала в Сибір на місце заслання чоловіка. Вчителювала та продовжувала революційну роботу.
Учасниця Жовтневого збройного повстання 1917 року в Москві.
Від 1919 року перебувала на відповідальній роботі із соціально-правової охорони неповнолітніх: спочатку в Наркоматі освіти РРФСР, від 1924 року — в Наркоматі освіти УРСР.
Далі працювала в культурно-освітніх установах Києва: директор Музею революції УРСР, приблизно у 1938—1941 роках — директор Київської державної обласної бібліотеки імені ВКП(б) (нині — Національна парламентська бібліотека України).
Євгенія Самійлівна Шліхтер померла 5 грудня 1943 року, не доживши півтора місяця до свого 75-річчя. Похована в Москві на Новодівочому кладовищі . Могила є об'єктом культурної спадщини федерального значення.